# Begonia meysseliana
Begonia meysseliana là một loài thực vật có hoa trong họ Thu hải đường. Loài này được Linden mô tả khoa học đầu tiên năm 1883.